# Ourapteryx caecata
Ourapteryx caecata là một loài bướm đêm trong họ Geometridae.

## Hình ảnh

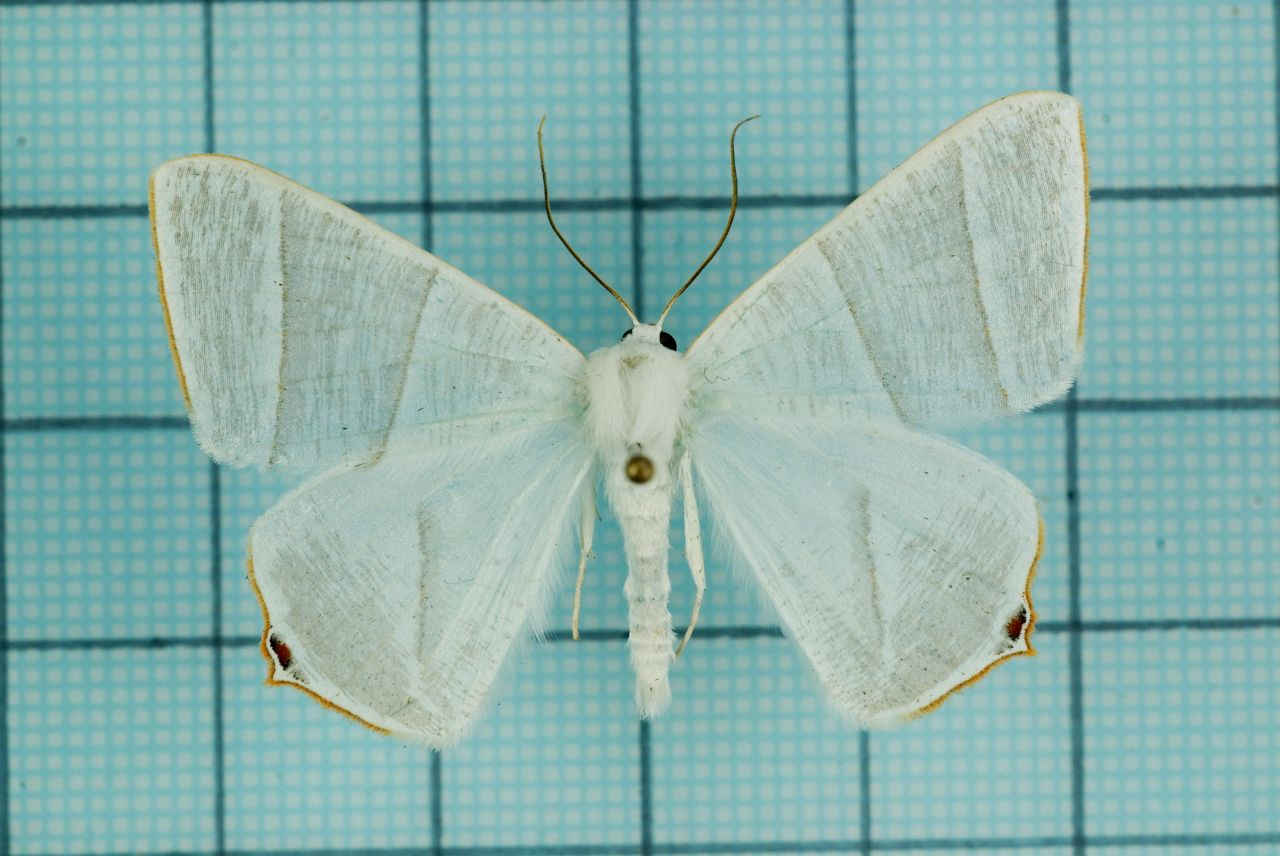
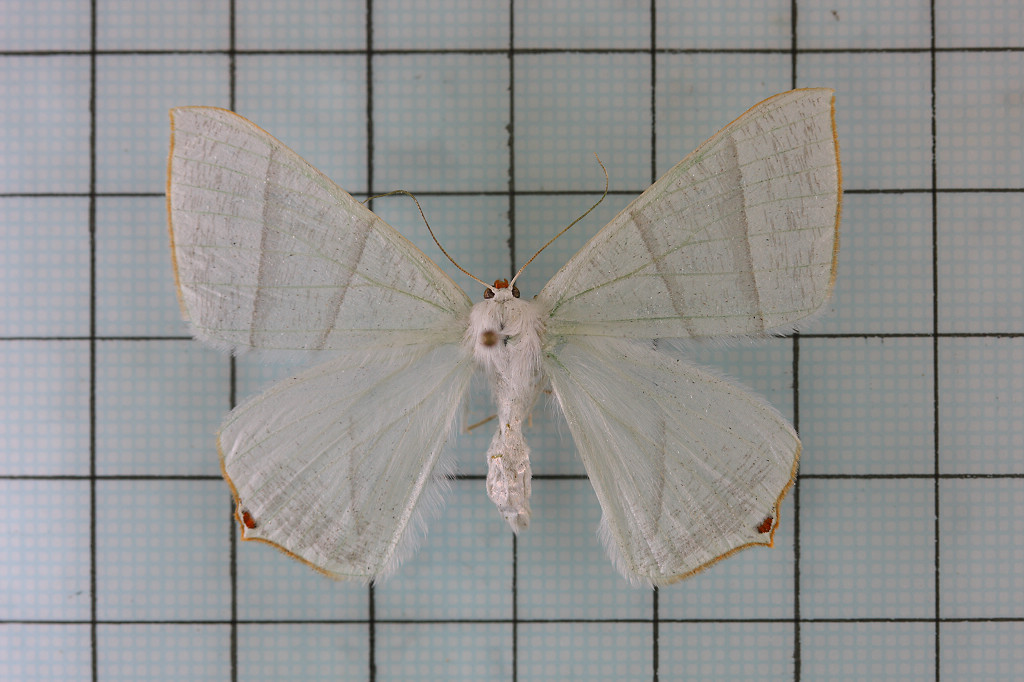
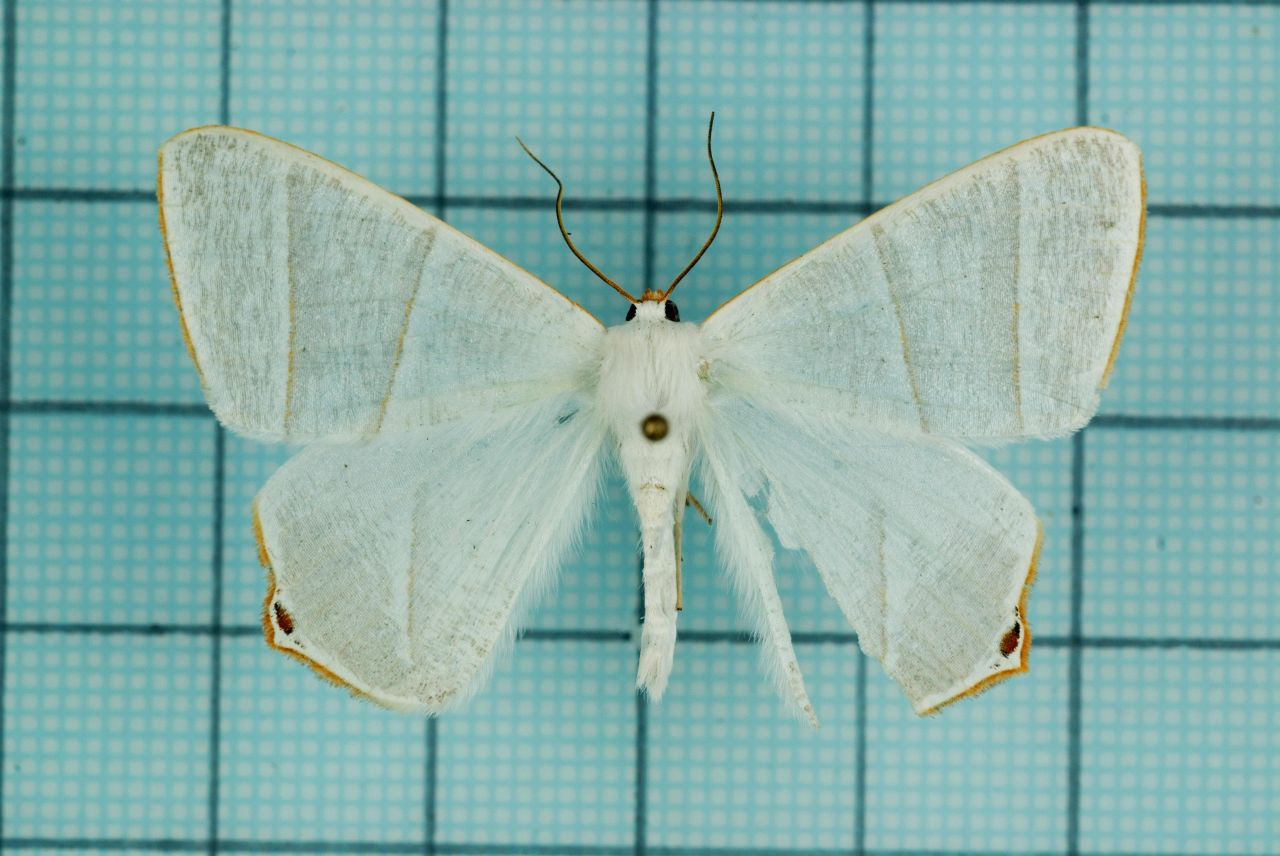
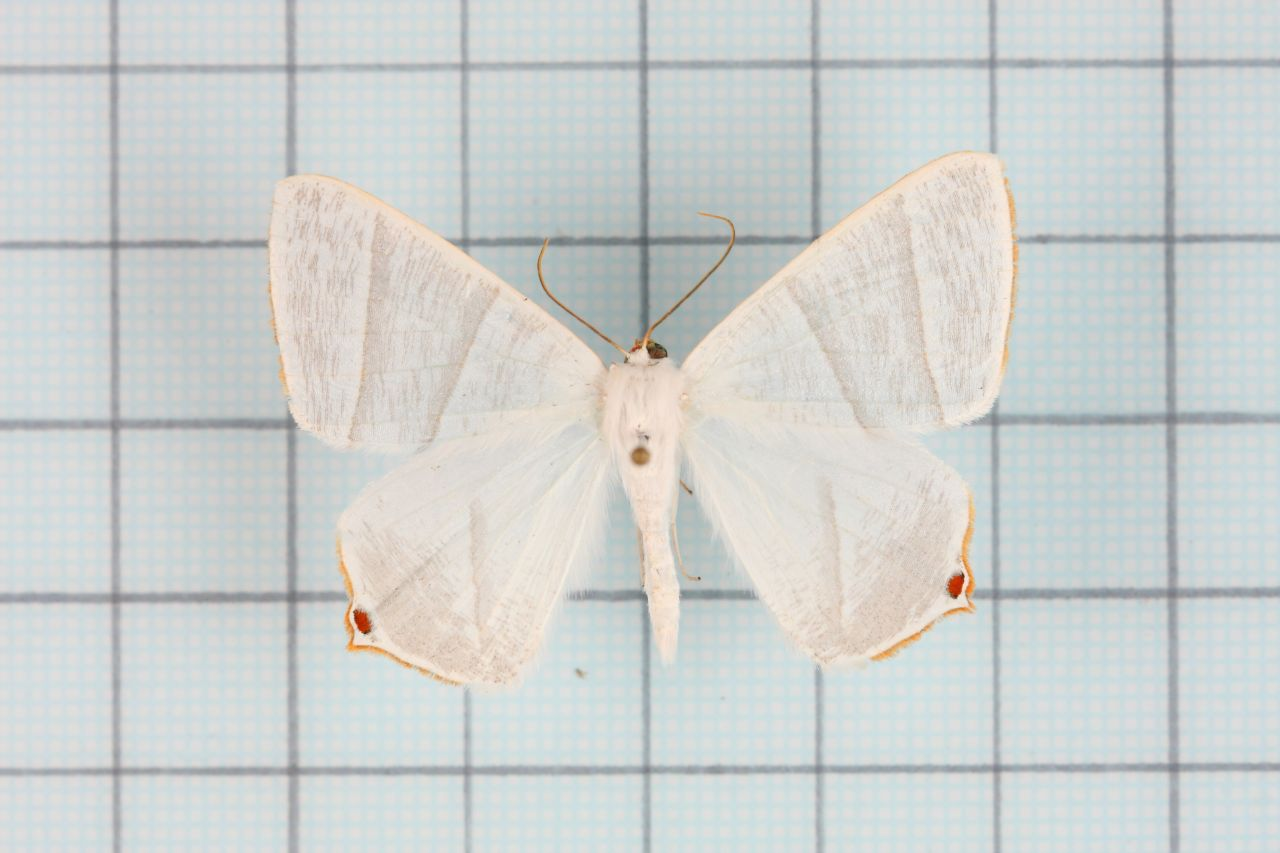